# Iggejaur
Iggejaur är en ort och trafikplats vid Inlandsbanan mellan Arvidsjaur och Kåbdalis i Arvidsjaurs kommun, Norrbottens län. I oktober 2016 fanns det enligt Ratsit en person över 16 år registrerad med Iggejaur som adress.